# Teresa Strinasacchi
Teresa Strinasacchi, anche Theresia Strinasacchi (Ostiglia, 1768 – 1838), è stata un soprano italiana.

## Biografia
Teresa Strinasacchi ebbe un ingaggio a Praga dal teatro Divadlo v Kotcích, dal 1793 al 1797, dove inizialmente era intesa come "seconda prima donna" accanto ad Antonia Campi, ma divenne rapidamente sua rivale e fu ulteriormente addestrata sotto Jan Křtitel Kuchař. Nel 1797 si trasferì a Venezia, nel 1801 a Parigi, prima di tornare in Italia.
In Spaziergang nach Syrakus Johann Gottfried Seume racconta un triste episodio della vita teatrale della cantante: “La natura non le offrive nessun aiuto come apparenza personale a teatro. Quando apparve per la prima volta, tutto il teatro era così spaventato dalla sua figura e tanto infastidito che nessuno voleva lasciarla cantare. Il regista dovette apparire e chiedere come grande favore che le fosse concessa solo una scena [...]“ Dopo questa scena, il pubblico italiano, come Seume afferma qui sotto nelle note, si comportò come era accaduto più o meno a Lipsia, si accorse delle qualità di Teresa Strinasacchi e la serata si concluse trionfalmente: "e terminato il brano, i cavalli furono sganciati dalla carrozza e la cantante fu ricondotta a casa per gran parte della città".
Teresa Strinasacchi ha sposato il basso buffo Giuseppe Ambrogetti. Era cugina della celebre violinista Regina Strinasacchi.